# Сільно (Куявсько-Поморське воєводство)
Сільно (пол. Silno, нім. Schillno) — село в Польщі, у гміні Оброво Торунського повіту Куявсько-Поморського воєводства.
Населення — 558 осіб (2011).
У 1975-1998 роках село належало до Торунського воєводства.

## Демографія
Демографічна структура станом на 31 березня 2011 року:
|          | Загалом | Допрацездатний вік | Працездатний вік | Постпрацездатний вік |
| -------- | ------- | ------------------ | ---------------- | -------------------- |
| Чоловіки | 286     | 82                 | 192              | 12                   |
| Жінки    | 272     | 54                 | 186              | 32                   |
| Разом    | 558     | 136                | 378              | 44                   |